# Conothele birmanica
Espèce
Conothele birmanica est une espèce d'araignées mygalomorphes de la famille des Halonoproctidae.

## Distribution
Cette espèce est endémique de Birmanie.

## Description
La femelle subadulte holotype mesure 11 mm.

## Étymologie
Son nom d'espèce lui a été donné en référence au lieu de sa découverte, la Birmanie.

## Publication originale
- Thorell, 1887 : Viaggio di L. Fea in Birmania e regioni vicine. II. Primo saggio sui ragni birmani. Annali del Museo civico di storia naturale di Genova, vol. 25, p. 5-417 (texte intégral).